# The Diary of Jane
The Diary of Jane (рус. «Дневник Джейн») — первый сингл группы Breaking Benjamin из альбома Phobia.
Сингл начал активно подниматься вверх по чартам в первую неделю после выпуска. В июне 2006 года песня звучала почти на ста американских радиостанциях. Phobia стал самым продаваемым альбомом за всю историю существования лейбла Hollywood Records, обогнав по этому показателю знаменитых Queen.
В альбоме Phobia последним треком также расположена акустическая версия песни. Инструменты в ней меняются с гитар и ударных на фортепиано, скрипку и виолончель.

## Клип
Действие клипа разворачивается в особняке и в его дворе. Девушка Джейн просыпается в ванне. Она одевается и смотрит в зеркало - там нет её отражения. Она начинает бегать по всему дому в поисках зеркал и в конечном итоге попадает в комнату, полностью заставленную ими. Но и здесь девушка не находит своего отражения. Заканчивается действие тем, что солист группы Бен Бернли стоит у могилы Джейн и кладет в дневник розу.
Также сингл был использован в фильме Шаг вперёд 2 (Чейз танцует под него).
По словам Бернли, смысл клипа в том, что девушка заснула в ванне и утонула.
Также песня была использована в игре Nascar 2007.